# Observatoire Hopkins
L'observatoire Hopkins est un observatoire astronomique possédé et géré par le Williams College de Williamstown, Massachusetts (États-Unis). Construit en 1838 par Albert Hopkins, l'institution affirme qu'il est le plus vieil observatoire d'Amérique.
Il est surtout utilisé de nos jours comme planétarium.

## Histoire
En 1834, le professeur Albert Hopkins se rend en Angleterre afin d'acquérir de l'équipement astronomique. Ses étudiants construisent l'observatoire entre 1836 et 1838. Ce dernier sera déménagé deux fois : en 1908 et en 1961.
Le deuxième directeur de l'observatoire est Truman Henry Safford.
En 1852, la firme d'Alvan Clark (Cambridge (Massachusetts)) construit un télescope de 7 pouces pour l'observatoire. 
En 1963, un projecteur est installé et nommé en l'honneur de Willis Milham, professeur d'astronomie de 1901 à 1942. Les autres salles de l'observatoire sont transformées en musée, le Mehlin Museum of Astronomy, nommé en mémoire de Theodore Mehlin, professeur d'astronomie de 1942 à 1971.